# Byrtjärnen
Byrtjärnen är en sjö i Gagnefs kommun i Dalarna och ingår i Dalälvens huvudavrinningsområde. I sjön finns regnbåge (utplanterad), abborre, gädda och mört.